# Bagnols-sur-Cèze
Bagnols-sur-Cèze ist eine französische Stadt mit 18.124 Einwohnern (Stand 1. Januar 2022) im Département Gard in der Region Okzitanien. Die Stadt ist Hauptort des gleichnamigen Kantons Bagnols-sur-Cèze und gehört zum Arrondissement Nîmes.

## Geographie
Die Stadt liegt am Unterlauf des Flusses Cèze.
Bagnols-sur-Cèze liegt 15 Kilometer nordwestlich von Orange. Die Nachbargemeinden von Bagnols-sur-Cèze sind Saint-Nazaire und Vénéjan im Norden, Chusclan und Orsan im Osten, Laudun-l’Ardoise im Südosten, Tresques im Süden, Sabran im Westen und Saint-Gervais im Nordwesten.

## Geschichte
Der Ortsname leitet sich vom lateinischen Balnearius ab. Dies bedeutet etwa „Ort der Bäder“ und lässt vermuten, dass Bagnols-sur-Cèze in der gallo-römischen Epoche ein wichtiger Badeort war. Schon im 4. Jahrhundert befand sich an dem Ort der heutigen Kirche ein Heiligtum.
Im Ortswappen sind die drei Lilien der Bourbonen enthalten, die auf eine langjährige Herrschaft dieses Hauses hinweisen. 1208 wurde der Vertrag über die Bildung einer Kommune abgeschlossen. Wenig später, im Jahr 1223, entstand ein Marktplatz. Im 14. Jahrhundert wurde die Stadtbefestigung verstärkt, unter anderem als Schutz vor den Auswirkungen des Tuchineraufstands. Im Folgenden war der Ort auch von den Hugenottenkriegen betroffen und gegen 1580 wurde Bagnols-sur-Cèze von einer Pestwelle heimgesucht. Die Seidenindustrie ließ sich im 17. Jahrhundert in der Stadt nieder. Im 17. Jahrhundert ordnete König Ludwig XIII. die Zerstörung des Schlosses von Bagnols an, das jedoch im 18. Jahrhundert wieder aufgebaut wurde. 1891 nahm Bagnols den Namenszusatz sur-Cèze an.

## Bevölkerungsentwicklung
| Jahr      | 1962   | 1968   | 1975   | 1982   | 1990   | 1999   | 2009   | 2017   |
| --------- | ------ | ------ | ------ | ------ | ------ | ------ | ------ | ------ |
| Einwohner | 12.905 | 16.468 | 17.534 | 17.602 | 17.872 | 18.103 | 18.105 | 18.258 |

## Sehenswürdigkeiten

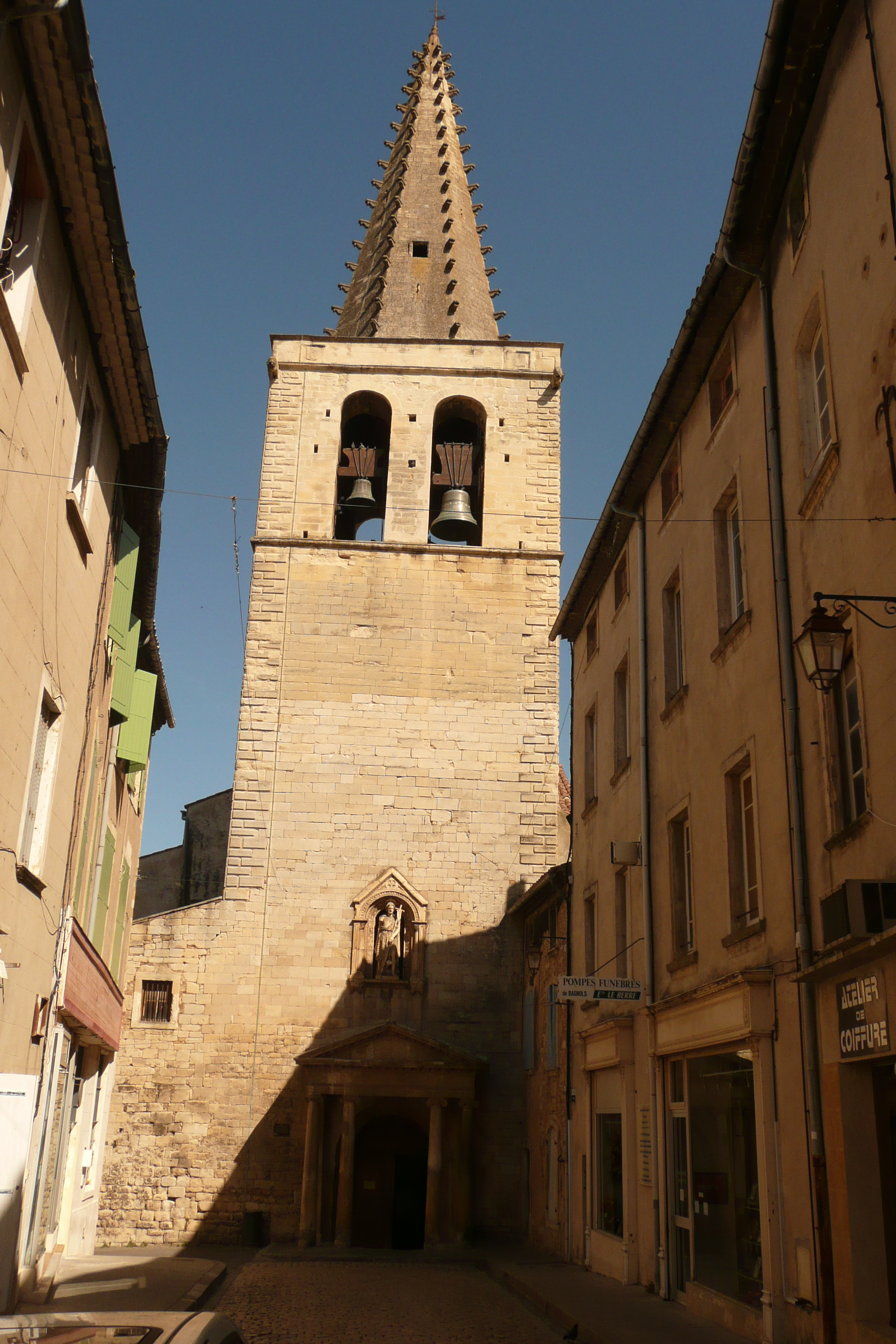
Kirche Saint-Jean-Baptiste
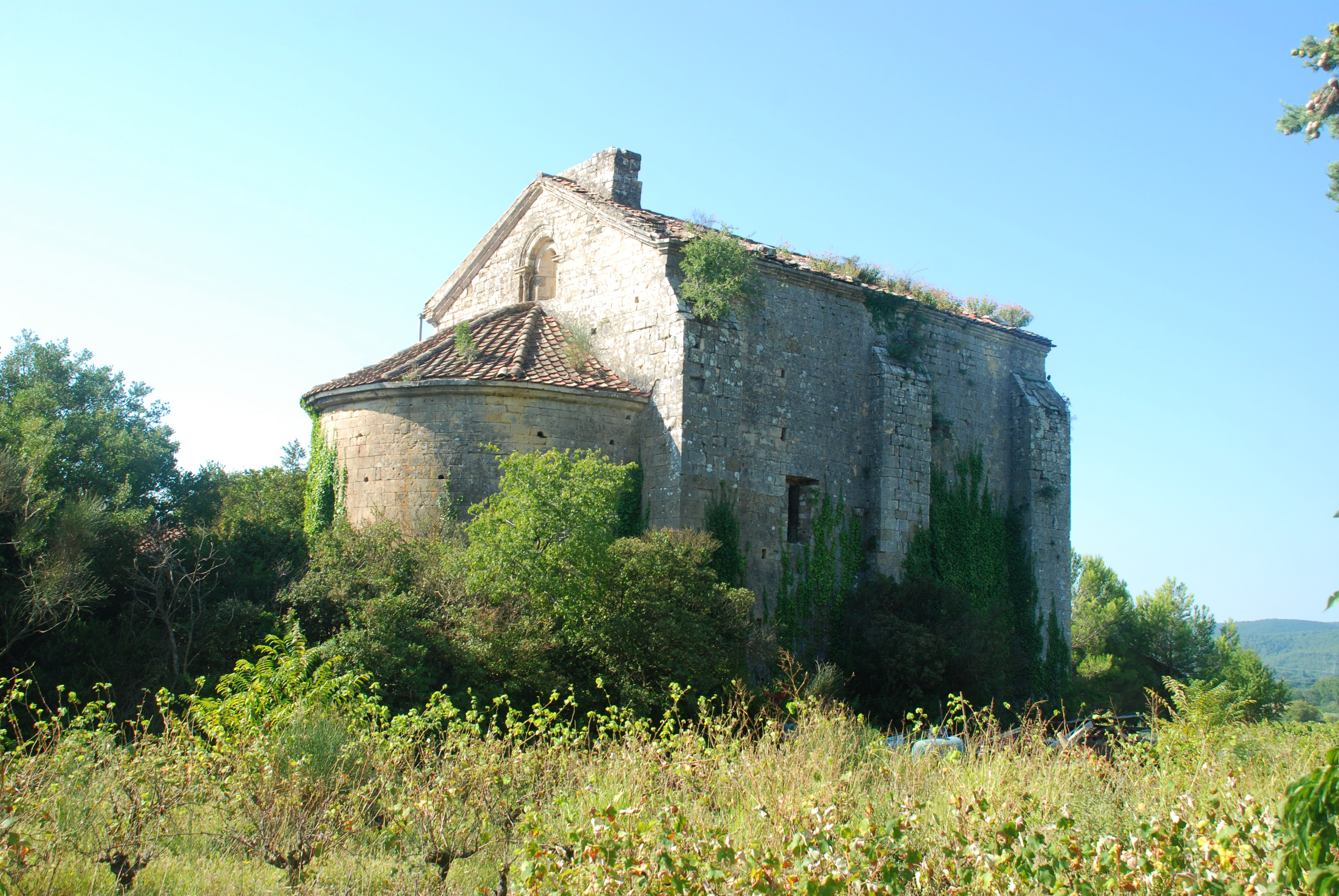
Kapelle Saint-Martin-de-Saduran
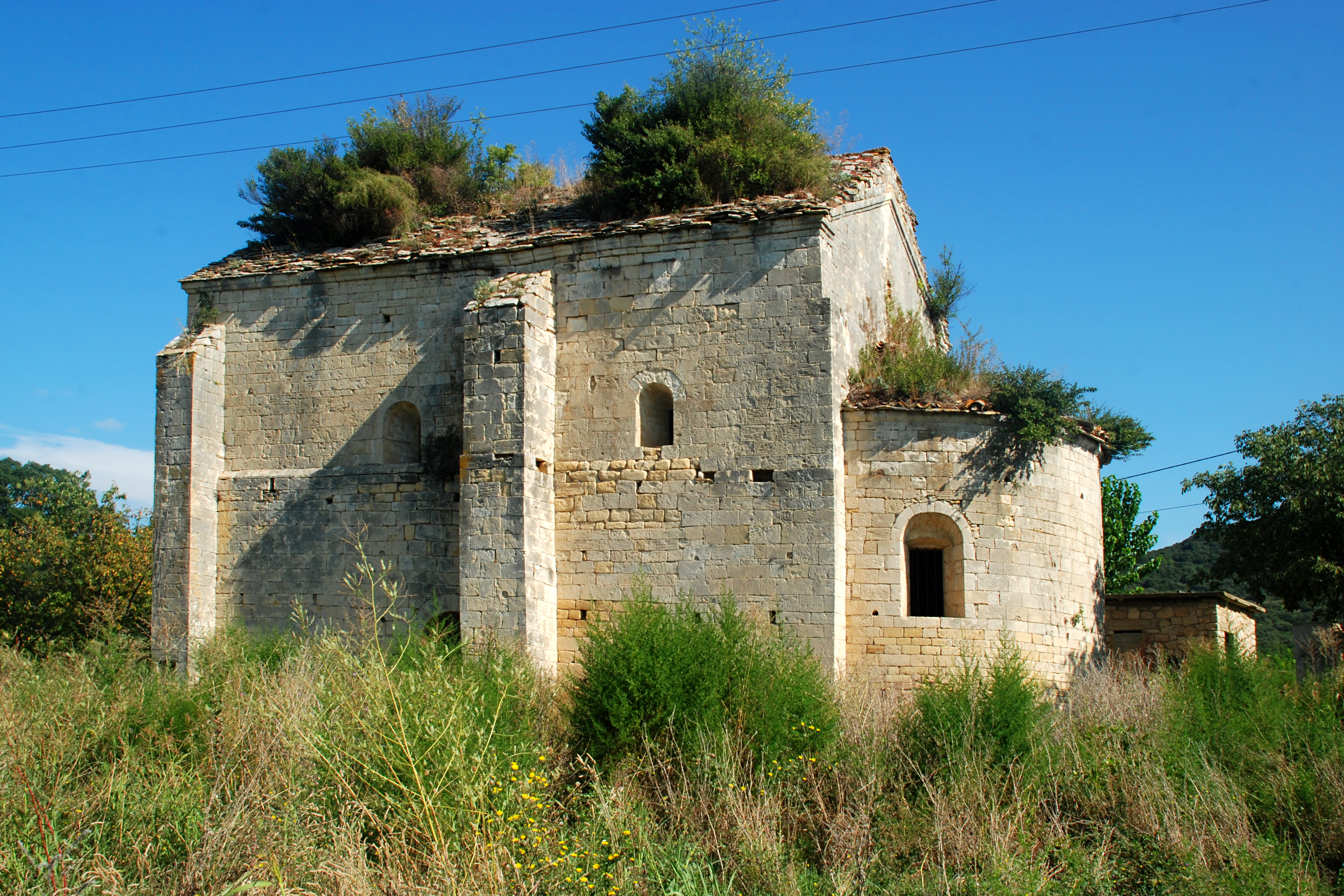
Kapelle Saint-Thyrse-de-Maransan

- Kirche Saint-Jean-Baptiste
- Kapelle Saint-Martin
- Kapelle Saint-Thyrse

## Wirtschaft
Wenige Kilometer von Bagnols entfernt an der Rhône befindet sich die Nuklearanlage Marcoule.

## Städtepartnerschaften
- Braunfels, Hessen, seit 1959
- Feltre, Italien, seit 1961
- Newbury, Vereinigtes Königreich, seit 1971
- Eeklo, Belgien, seit 1976
- Carcaixent, Spanien, seit 1982
- Kiskunfélegyháza, Ungarn

## Persönlichkeiten
- Éric Alibert (* 1958), Maler
- Laurent Pionnier (* 1982), französischer Fußballtorhüter
- Stéphane Paut (* 1985), Sänger
- Yohan Benalouane (* 1987), französisch-tunesischer Fußballspieler
- Antonin Bobichon (* 1995), Fußballspieler
- Sandie Toletti (* 1995), Fußballspielerin
- Corentin Perolari (* 1998), Motorradrennfahrer
- Nassim Chadli (* 2001), marokkanisch-französischer Fußballspieler